# Икселсир (Минесота)
Икселсир (енгл. Excelsior) град је у америчкој савезној држави Минесота.

## Демографија
По попису из 2010. године број становника је 2.188, што је 205 (-8,6%) становника мање него 2000. године.
| Група             | 2000.         | 2010.         |
| Белци             | 2.209 (92,3%) | 1.911 (87,3%) |
| Афроамериканци    | 18 (0,8%)     | 60 (2,7%)     |
| Азијати           | 53 (2,2%)     | 33 (1,5%)     |
| Хиспаноамериканци | 75 (3,1%)     | 129 (5,9%)    |
| Укупно            | 2.393         | 2.188         |